# Imnul Chișinăului
Imnul municipiului Chișinău este o operă muzical-poetică, alcătuită în baza cântecului „Orașul meu” (versuri de Gheorghe Vodă, muzica – Eugen Doga). Imnul este interpretat la ședința oficială, după validarea împuternicirilor primarului municipiului Chișinău, la deschiderea și închiderea ședințelor Consiliului municipal, la arborarea oficială a Drapelului mun. Chișinău, la sosirea și plecare unor delegații oficiale invitate de autoritățile locale. Imnul mai poate fi interpretat la deschiderea și închiderea sărbătorilor importante ale orașului, la dezvelirea monumentelor și plăcilor memoriale, în timpul înmânării unor distincții, la desfășurarea competițiilor sportive orășenești, precum și la celebrarea căsătoriilor în cadrul oficiilor de stare civilă. În timpul interpretării imului, în semn de onor, ascultătorii vor sta în picioare.

## Orașul meu...
| Orașul meu din albe flori de piatră În ploi de soare zi de zi scăldat Mereu întinerind în vechea vatră, Din cântec și iubire înălțat. Orașul meu frumos ca niciodată, Grădina mea cu cerul tău de dor, În inimă te am pe viața toată Și-n graiul cel mai dulce te ador. Îmi place să mă plimb prin el agale Pe străzi de tei, castani și trandafiri, Să întâlnesc prietenii de școală Cu zâmbet și lumină în priviri. Orașul meu etern ca o poveste, Mereu îți simt în piept suflarea ta, Destinul meu, destinul tău ne este Cu tine toată lumea e a mea. Visul alb al meu! |

## Vezi și
- Drapelul Chișinăului
- Stema Chișinăului

## Legături externe
- Simbolurie orașului Arhivat în 29 mai 2015, la Wayback Machine. pe pagina oficială a municipiului.
- Simbolica municipiului Chișinău[nefuncțională]
 / orasulmeuchisinau.wordpress.com